# Мерчешть (Бакеу)
Мерчешть, Мерчешті (рум. Mărcești) — село у повіті Бакеу в Румунії. Входить до складу комуни Кеюць.
Село розташоване на відстані 202 км на північ від Бухареста, 44 км на південь від Бакеу, 121 км на південний захід від Ясс, 120 км на північний захід від Галаца, 114 км на північний схід від Брашова.

## Населення
За даними перепису населення 2002 року у селі проживали 143 особи, усі — румуни. Усі жителі села рідною мовою назвали румунську.